# Rysslands Grand Prix 2016
Rysslands Grand Prix 2016, (officiellt 2016 Formula 1 Russian Grand Prix; Ryska: Гран-при России 2016 года, romaniserat: Gran-pri Rossii 2016 goda), var ett Formel 1-lopp som kördes 1 maj 2016 på Sotji Autodrom i Ryssland. Det var det fjärde av tjugoen deltävlingar ingående i Formel 1-säsongen 2016 och kördes över 53 varv.

## Ställning i mästerskapet före loppet
| Pos. | Förare           | Poäng |
| ---- | ---------------- | ----- |
| 1    | Nico Rosberg     | 75    |
| 2    | Lewis Hamilton   | 39    |
| 3    | Daniel Ricciardo | 36    |
| 4    | Sebastian Vettel | 33    |
| 5    | Kimi Räikkönen   | 28    |

| Pos. | Konstruktör        | Poäng |
| ---- | ------------------ | ----- |
| 1    | Mercedes           | 114   |
| 2    | Ferrari            | 61    |
| 3    | Red Bull-Tag Heuer | 57    |
| 4    | Williams-Mercedes  | 29    |
| 5    | Haas-Ferrari       | 18    |

Notering: Endast de fem bästa placeringarna i vardera mästerskap finns med på listorna.

## Resultat

### Kvalet
| Pos.                    | Nr | Förare            | Konstruktör               | Kvaltider | Kvaltider | Kvaltider | Start- grid |
| Pos.                    | Nr | Förare            | Konstruktör               | Q1        | Q2        | Q3        | Start- grid |
| ----------------------- | -- | ----------------- | ------------------------- | --------- | --------- | --------- | ----------- |
| 1                       | 6  | Nico Rosberg      | Mercedes                  | 1:36,119  | 1:35,337  | 1:35,417  | 1           |
| 2                       | 5  | Sebastian Vettel  | Ferrari                   | 1:36,555  | 1:36,623  | 1:36,123  | 71          |
| 3                       | 77 | Valtteri Bottas   | Williams-Mercedes         | 1:37,746  | 1:37,140  | 1:36,536  | 2           |
| 4                       | 7  | Kimi Räikkönen    | Ferrari                   | 1:36,976  | 1:36,741  | 1:36,663  | 3           |
| 5                       | 19 | Felipe Massa      | Williams-Mercedes         | 1:37,753  | 1:37,230  | 1:37,016  | 4           |
| 6                       | 3  | Daniel Ricciardo  | Red Bull Racing-TAG Heuer | 1:38,091  | 1:37,569  | 1:37,125  | 5           |
| 7                       | 11 | Sergio Pérez      | Force India-Mercedes      | 1:38,006  | 1:37,282  | 1:37,212  | 6           |
| 8                       | 26 | Daniil Kvyat      | Red Bull Racing-TAG Heuer | 1:38,265  | 1:37,606  | 1:37,459  | 8           |
| 9                       | 33 | Max Verstappen    | Toro Rosso-Ferrari        | 1:38,123  | 1:37,510  | 1:37,583  | 9           |
| 10                      | 44 | Lewis Hamilton    | Mercedes                  | 1:36,006  | 1:35,820  | Ingen tid | 10          |
| 11                      | 55 | Carlos Sainz, Jr. | Toro Rosso-Ferrari        | 1:37,784  | 1:37,652  |           | 11          |
| 12                      | 22 | Jenson Button     | McLaren-Honda             | 1:38,332  | 1:37,701  |           | 12          |
| 13                      | 27 | Nico Hülkenberg   | Force India-Mercedes      | 1:38,562  | 1:37,771  |           | 13          |
| 14                      | 14 | Fernando Alonso   | McLaren-Honda             | 1:37,971  | 1:37,807  |           | 14          |
| 15                      | 8  | Romain Grosjean   | Haas-Ferrari              | 1:38,383  | 1:38,055  |           | 15          |
| 16                      | 21 | Esteban Gutiérrez | Haas-Ferrari              | 1:38,678  | 1:38,115  |           | 16          |
| 17                      | 20 | Kevin Magnussen   | Renault                   | 1:38,914  |           |           | 17          |
| 18                      | 30 | Jolyon Palmer     | Renault                   | 1:39,009  |           |           | 18          |
| 19                      | 12 | Felipe Nasr       | Sauber-Ferrari            | 1:39,018  |           |           | 19          |
| 20                      | 94 | Pascal Wehrlein   | MRT-Mercedes              | 1:39,399  |           |           | 20          |
| 21                      | 88 | Rio Haryanto      | MRT-Mercedes              | 1:39,463  |           |           | 21          |
| 22                      | 9  | Marcus Ericsson   | Sauber-Ferrari            | 1:39,519  |           |           | 22          |
| 107 %-gränsen: 1:42,726 |    |                   |                           |           |           |           |             |
| Källor:                 |    |                   |                           |           |           |           |             |

Noteringar
- ^1 – Sebastian Vettel fick ett nedflyttningstraff på fem placeringar för ett oplanerat byte av växellåda.[3]

### Loppet
| Pos.    | Nr | Förare            | Konstruktör               | Varv | Tid/Bröt    | Grid | Poäng |
| ------- | -- | ----------------- | ------------------------- | ---- | ----------- | ---- | ----- |
| 1       | 6  | Nico Rosberg      | Mercedes'                 | 53   | 1:32:41,997 | 1    | 25    |
| 2       | 44 | Lewis Hamilton    | Mercedes                  | 53   | +25,022     | 10   | 18    |
| 3       | 7  | Kimi Räikkönen    | Ferrari                   | 53   | +31,998     | 3    | 15    |
| 4       | 77 | Valtteri Bottas   | Williams-Mercedes         | 53   | +50,217     | 2    | 12    |
| 5       | 19 | Felipe Massa      | Williams-Mercedes'        | 53   | +1:14,427   | 4    | 10    |
| 6       | 14 | Fernando Alonso   | McLaren-Honda             | 52   | +1 varv     | 14   | 8     |
| 7       | 20 | Kevin Magnussen   | Renault                   | 52   | +1 varv     | 17   | 6     |
| 8       | 8  | Romain Grosjean   | Haas-Ferrari              | 52   | +1 varv     | 15   | 4     |
| 9       | 11 | Sergio Pérez      | Force India-Mercedes      | 52   | +1 varv     | 6    | 2     |
| 10      | 22 | Jenson Button     | McLaren-Honda             | 52   | +1 varv     | 12   | 1     |
| 11      | 3  | Daniel Ricciardo  | Red Bull Racing-TAG Heuer | 52   | +1 varv     | 5    |       |
| 12      | 55 | Carlos Sainz Jr.  | Toro Rosso-Ferrari        | 52   | +1 varv     | 11   |       |
| 13      | 30 | Jolyon Palmer     | Renault                   | 52   | +1 varv     | 18   |       |
| 14      | 9  | Marcus Ericsson   | Sauber-Ferrari            | 52   | +1 varv     | 22   |       |
| 15      | 26 | Daniil Kvyat      | Red Bull Racing-TAG Heuer | 52   | +1 varv     | 8    |       |
| 16      | 12 | Felipe Nasr       | Sauber-Ferrari            | 52   | +1 varv     | 19   |       |
| 17      | 21 | Esteban Gutiérrez | Haas-Ferrari              | 52   | +1 varv     | 16   |       |
| 18      | 94 | Pascal Wehrlein   | MRT-Mercedes              | 51   | +2 varv     | 20   |       |
| Bröt    | 33 | Max Verstappen    | Toro Rosso-Ferrari        | 33   | Elfel       | 9    |       |
| Bröt    | 5  | Sebastian Vettel  | Ferrari                   | 0    | Kollision   | 7    |       |
| Bröt    | 27 | Nico Hülkenberg   | Force India-Mercedes      | 0    | Kollision   | 13   |       |
| Bröt    | 88 | Rio Haryanto      | MRT-Mercedes              | 0    | Kollision   | 21   |       |
| Källor: |    |                   |                           |      |             |      |       |

## Ställning efter loppet
| Pos.   | Förare           | Poäng |
| ------ | ---------------- | ----- |
| 1 ▬    | Nico Rosberg     | 100   |
| 2 ▬    | Lewis Hamilton   | 57    |
| 3 ▲ 2  | Kimi Räikkönen   | 43    |
| 4 ▼ 1  | Daniel Ricciardo | 36    |
| 5 ▼ 1  | Sebastian Vettel | 33    |
| Källa: |                  |       |

| Pos.   | Konstruktör        | Poäng |
| ------ | ------------------ | ----- |
| 1 ▬    | Mercedes           | 157   |
| 2 ▬    | Ferrari            | 76    |
| 3 ▬    | Red Bull-Tag Heuer | 57    |
| 4 ▬    | Williams-Mercedes  | 51    |
| 5 ▬    | Haas-Ferrari       | 22    |
| Källa: |                    |       |

Notering: Endast de fem bästa placeringarna i vardera mästerskap finns med på listorna.